# Diego de Silva y Meneses
Diego de Silva y Meneses, nacido como Diogo da Silva (¿Ceuta?, reino de Portugal, ca. 1430-20 de febrero de 1504) fue un noble del reino de Portugal, figura eminente de la corte en la segunda mitad del siglo XV. Sus servicios le valieron, entre otras mercedes, la concesión del título de conde de Portalegre.
Fue descrito por el cronista luso Rui de Pina como «un hombre ciertamente de sangre noble, prudente, de buena sabiduría y de buen consejo, católico, veraz y buen caballero».
Diego de Silva participó también en la historia de Canarias, donde su presencia quedó incluso en la toponimia de la isla de Gran Canaria.

## Biografía

### Orígenes y primeros años
Diego había nacido hacia el año 1430 probablemente en la ciudad africana de Ceuta, que desde 1415 pertenecía al reino de Portugal, y donde su padre prestó servicio entre 1415 y 1434.
Era el tercer hijo de Rui Gomes da Silva, primer alcaide mayor de Campo Maior y Ouguela, y de su esposa Isabel de Meneses, hija bastarda de Pedro de Menezes, conde de Vila Real y de Viana, conquistador y primer capitán-gobernador de Ceuta. Los abuelos paternos de Diego fueron Aires Gomes da Silva y su mujer Estebanina Martines.
En 1449, siendo aún muy joven, Diego participó en la batalla de Alfarrobeira en el bando del rey Alfonso V de Portugal, quien se enfrentaba a su tío Pedro de Portugal, duque de Coímbra.

### Campañas en África y Canarias
En el verano de 1459 acudió en ayuda de su tío Duarte de Meneses a la localidad norteafricana de Alcazarseguir, que había sido tomada al reino de Fez por el rey Alfonso V en octubre del año precedente y que se encontraba ahora sitiada por el ejército del sultán Abd-el-Hakk.
En 1464 formó parte de la expedición que intentó tomar la ciudad de Tánger por parte del infante Fernando de Portugal, duque de Viseu.

### Regreso a Portugal
Entre 1475 y 1479 participa en la guerra de sucesión castellana junto al rey Alfonso V.
En 1483, por intercesión del infante Manuel, duque de Viseo, Diego recibió el señorío de la villa de Celorico da Beira, entrando también a formar parte del consejo del reino por merced del rey Juan II.
En agosto de 1489 fue enviado por el rey junto a otros caballeros para firmar la paz con el rey de Fez, Abu Abd Allah al-Sheij Muhámmad ibn Yahya, quien había sitiado la fortaleza de la Graciosa que Portugal levantaba en la orilla del río Lucus.
En 1496 es nombrado por el nuevo rey Manuel I como primer conde de Portalegre y señor de su castillo, así como escribano de la Puridad, veedor de la Hacienda Real y mayordomo mayor del rey, participando asimismo en 1497 en la negociación para la boda del rey Manuel con Isabel de Castilla, hija de los Reyes Católicos.

## Fallecimiento
Diego de Silva falleció en Portugal el 20 de febrero de 1504, siendo enterrado según su voluntad testamentaria en la iglesia del convento de San Eloy de Lisboa. Años más tarde, la viuda de su nieto, el tercer conde de Portalegre, hizo trasladar sus restos a una capilla fundada por ella bajo la advocación del Espíritu Santo.

## Matrimonio y descendencia
Diego de Silva se unió en matrimonio hacia 1480 con la castellana María de Ayala, I señora de cuatro dozavos de Lanzarote y Fuerteventura, hija de Diego García de Herrera y de su esposa Inés Peraza, señores de las islas Canarias.
De su matrimonio tuvo los siguientes hijos:
1. João da Silva de Meneses (c. 1481-1551), II conde de Portalegre, casado con María de Meneses;
2. Miguel da Silva (¿?-1556), obispo de Viseu y cardenal;
3. Inês de Ayala, casada con Pedro de Castro, III conde de Monsanto;
4. Joana da Silva (¿?-1554), casada con António de Noronha, I conde de Linhares;
5. Francisca da Silva, casada con João Gonçalves da Camara, capitán general de Madeira;
6. Isabel da Silva, monja en Beja;
7. Guiomar da Silva, monja en el monasterio de Beja;
8. Filipa da Silva, monja en Santarém.

Según Luis de Salazar y Castro, Diego tuvo además otros dos hijos extramatrimoniales:
1. Gaspar da Silva;
2. Luís Afonso da Silva.